# Fullhövden
Fullhövden är en sjö i Halmstads kommun och Ljungby kommun i Småland och ingår i Fylleåns huvudavrinningsområde. Sjön är 4,5 meter djup, har en yta på 0,702 kvadratkilometer och är belägen 181,1 meter över havet. Sjön avvattnas av vattendraget Fylleån.

## Delavrinningsområde
Fullhövden ingår i det delavrinningsområde (630256-135084) som SMHI kallar för Ovan Hjortån. Medelhöjden är 177 meter över havet och ytan är 29,58 kvadratkilometer. Det finns inga avrinningsområden uppströms utan avrinningsområdet är högsta punkten. Avrinningsområdets utflöde Fylleån mynnar i havet. Avrinningsområdet består mestadels av skog (56 procent) och sankmarker (25 procent). Avrinningsområdet har 3,29 kvadratkilometer vattenytor vilket ger det en sjöprocent på 11,1 procent.